# Lupersat
Lupersat is een gemeente in het Franse departement Creuse (regio Nouvelle-Aquitaine) en telt 354 inwoners (1999). De plaats maakt deel uit van het arrondissement Aubusson.

## Geografie
De oppervlakte van Lupersat bedraagt 34,1 km², de bevolkingsdichtheid is 10,4 inwoners per km².

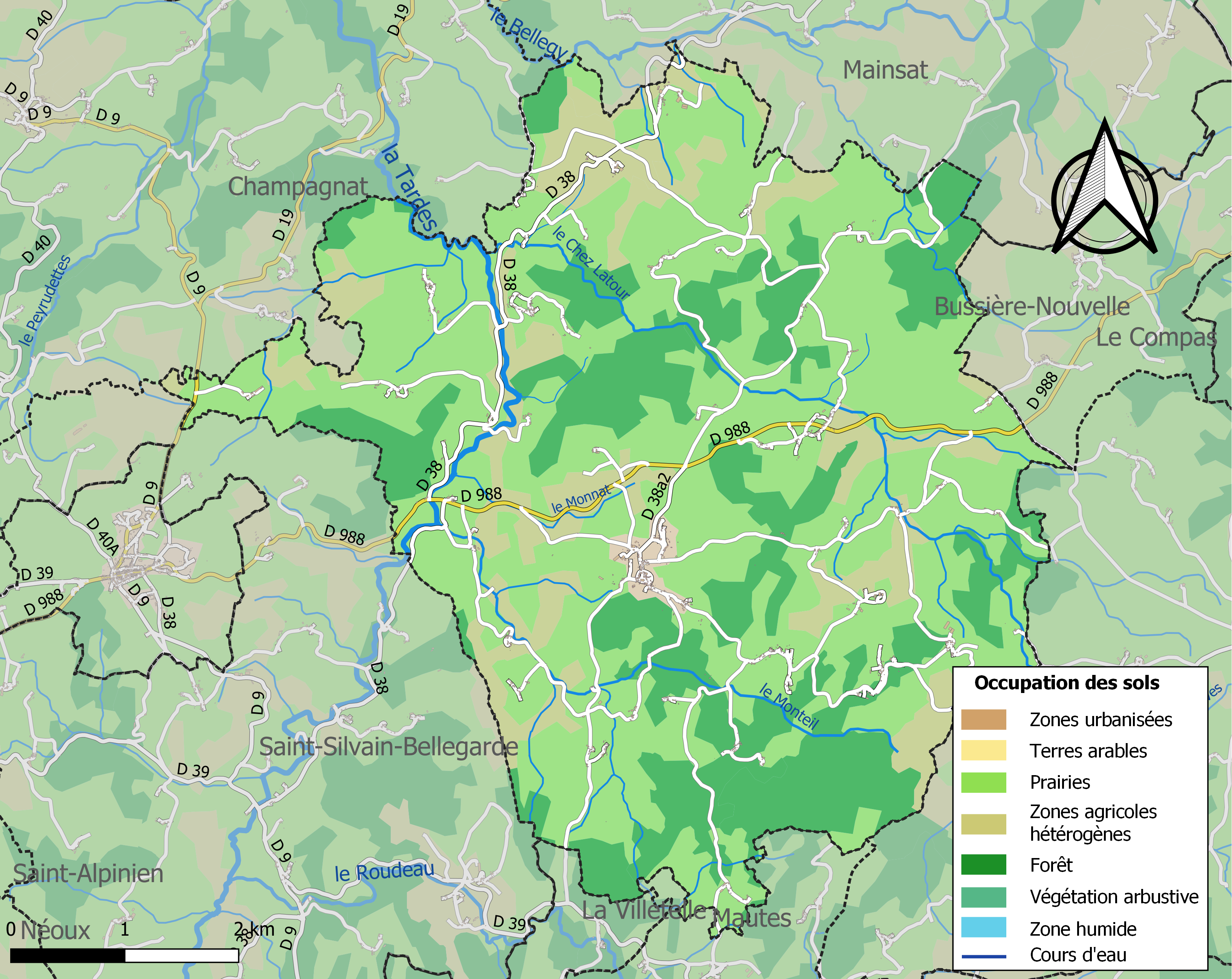
Kaart van de gemeente met de belangrijkste infrastructuur, bodemgebruik en omliggende gemeenten

## Demografie
Onderstaande figuur toont het verloop van het inwonertal (bron: INSEE-tellingen).